# Raión de Totma
El raión de Totma (ruso: То́темский райо́н) es un distrito administrativo (raión) ruso perteneciente a la óblast de Vólogda. Se ubica en el centro-sureste de la óblast. Su capital es Totma.
En 2023, el raión tenía una población de 22 064 habitantes. Su territorio es limítrofe al sur con la óblast de Kostromá.

## Subdivisiones
Comprende la ciudad de Totma y 219 localidades rurales. La mitad de la población del raión vive en la capital distrital o en sus alrededores rurales cercanos; fuera de esta zona, tan solo dos localidades superan los quinientos habitantes. Debido a esta concentración urbana, desde 2022 el autogobierno local del raión toma la forma jurídica de ókrug municipal, de forma que un solo ayuntamiento con sede en Totma ejerce su jurisdicción sobre todo el raión.
Antes de 2022, el raión se dividía en siete ayuntamientos. La capital distrital tenía su propio ayuntamiento urbano sin pedanías, y para las localidades rurales que la rodean había un asentamiento rural que tenía su sede en Piátovskaya, un barrio periférico al norte de la ciudad que oficialmente se considera una aldea (derevnia) aparte. Con los otros cinco ayuntamientos se autogobernaban las áreas no comprendidas en el noreste del raión (donde se ubica Totma), y eran los asentamientos rurales de Veliki Dvor, Kalíninskoye (con sede en Tsareva), Moséyevo, Pogorélovo (con sede en Yubileini) y "Tolshmenskoye" (con sede en Nikólskoye).